# Diethelm Bessert
Diethelm Bessert (* 22. Dezember 1955) ist ein deutscher Tischtennisspieler. Er wurde fünfmal DDR-Meister.

## Werdegang
Bessert spielte in den 1970er Jahren beim Verein SV Stahl Finow. Um 1980 trat er für den Lok Eberswalde an. und Mitte der 1980er Jahre für WBK Erfurt. Zur Zeit der Wende, um 1990, spielte er mit Thüringen-Bandstahl GmbH Bad Salzungen in der DDR-Oberliga.
1974 gewann er in Erfurt die DDR-Meisterschaft im Einzel. Zusammen mit Hartmut Vierk wurde er viermal DDR-Meister im Doppel, nämlich 1985 bis 1987 und 1990.
2003 erreichte er bei der deutschen Seniorenmeisterschaft Ü40 mit Thomas Ogunrinde das Endspiel. Bis 2005 spielte er beim TTZ Sponeta Erfurt, dann wechselte er zu SV Schott Jenaer Glas, mit dessen  Herrenmannschaft er 2007 Meister der Thüringenliga wurde. Dies berechtigte zum Aufstieg in die Oberliga.

## Privat
Diethelm Besserts Bruder Siegmar gehörte ebenfalls zu den Spitzenspielern der ehemaligen DDR.